# Прыжки в воду на летних Олимпийских играх 1928
Соревнования по прыжкам в воду на летних Олимпийских играх 1928 года проводились среди мужчин и женщин.

## Общий медальный зачёт
| Место | Страна | Золото | Серебро | Бронза | Всего |
| ----- | ------ | ------ | ------- | ------ | ----- |
| 1     | США    | 4      | 3       | 2      | 9     |
| 2     | Египет | 0      | 1       | 1      | 2     |
| 3     | Швеция | 0      | 0       | 1      | 1     |
|       |        |        |         |        |       |
| Всего | Всего  | 4      | 4       | 4      | 12    |

## Медалисты

### Мужчины
| Дисциплина       | Золото              | Серебро              | Бронза               |
| ---------------- | ------------------- | -------------------- | -------------------- |
| Трамплин 3 метра | Пит Десджардинс США | Майкл Галитзен США   | Фарид Симаика Египет |
| Вышка            | Пит Десджардинс США | Фарид Симаика Египет | Майкл Галитзен США   |

### Женщины
| Дисциплина       | Золото             | Серебро                 | Бронза               |
| ---------------- | ------------------ | ----------------------- | -------------------- |
| Трамплин 3 метра | Хелен Мини США     | Дороти Пойнтон-Хилл США | Джорджия Коулмэн США |
| Вышка            | Элизабет Бекер США | Джорджия Коулмэн США    | Лаура Шёквист Швеция |